# جون ألان (لاعب كرة قدم)
جون ألان (بالإنجليزية: John Allan)‏ (1872 بغلاسكو في المملكة المتحدة - ) هو لاعب كرة قدم بريطاني (وحمل سابقاً جنسية المملكة المتحدة لبريطانيا العظمى وأيرلندا) في مركز الهجوم. لعب مع ديربي كاونتي ونوتس كاونتي وThistle F.C. ‏ وHeanor Town F.C. ‏.